# 司马兴龙
司马兴龙（451年—490年），河内郡温县（今河南省焦作市温县）人，出自云中司马氏，北魏官員，司馬泰的八世孫，司馬模七世孫，司馬保六世孫，司馬子如的父親。曾擔任魯陽郡太守。490年，司马兴龙在朔州城内舍去世。东魏兴和年間，司马兴龙的墓地從朔州遷葬至鄴城西北十五里、釜阳城西南五里平冈土山之南。1953年，司马兴龙墓志出土于滏阳村西的「簸箕家」内。

## 家庭

### 夫人
- 略阳垣氏，北魏武威郡太守垣通第二女[5]

### 子女
- 司马纂，北魏追赠岳州刺史
- 司马子如，北齐骠骑大将军、太尉、阳平文明公